# Ludovic Robberechts
 (août 2018).
Si vous disposez d'ouvrages ou d'articles de référence ou si vous connaissez des sites web de qualité traitant du thème abordé ici, merci de compléter l'article en donnant les références utiles à sa vérifiabilité et en les liant à la section « Notes et références ».
Ludovic Robberechts, né à Bruxelles en 1935, est un philosophe belge.

## Parcours
Son œuvre publiée, qui s’échelonne sur une quinzaine d’années, de 1960 à 1974, actualise la philosophie réflexive à la suite de Jean Nabert. Durant sa carrière professionnelle, il enseigna dans différentes écoles sociales et dans une école d’architecture en Belgique. Catholique proche du judaïsme, il a consacré les dernières décennies à des séminaires de lectures bibliques menés régulièrement et de façon informelle. Proche d’Armand Abécassis, dans ses derniers cours, il introduit à Emmanuel Levinas. Son fils, Édouard Robberechts, enseigne à l’Institut interuniversitaire d’étude et de culture juives à l’université de la Méditerranée Aix-Marseille II, après avoir présenté en 2001 une thèse doctorale sur Paul Ricœur à l’Université catholique de Louvain.

## Œuvre
L’Essai sur le mal de Jean Nabert, publié en 1955, que lui fait découvrir Alphonse De Waelhens, détermine son itinéraire philosophique. En 1960, année de la mort de Nabert, il présente, à l’Université Catholique de Louvain, la première thèse doctorale sur ce philosophe français sous le titre Les grandes lignes de la philosophie de monsieur Jean Nabert.
Lors de la parution de son ouvrage sur Edmund Husserl en Allemagne en 1967, Ludovic Robberechts se trouve présenté, dans cette traduction, comme appartenant à la jeune génération des phénoménologues qui succède à Jean-Paul Sartre et Maurice Merleau-Ponty. Ludwig Landgrebe, ancien assistant de Husserl, qui professait à l’université de Cologne, en parlait en ces termes : « Une introduction à Husserl de ce type, qui prend comme point de départ des problèmes fondamentaux des sciences, n’existait pas jusqu’ici, ni dans la littérature étrangère, ni dans la littérature allemande. »  
Robberechts prend ses distances par rapport à la phénoménologie. Dès le début de son parcours philosophique, le « problème du mal » devient sa préoccupation centrale. Il lit la Bible, avec sa culture de philosophe, son intérêt pour les sciences et son attrait pour le Judaïsme, en actualisant les textes sacrés. Dans Le mythe d’Adam et le péché originel, publié en 1967, sa lecture prolonge celle d’Emmanuel Kant. Celui-ci a interprété le mythe d’Adam dans La religion dans les limites de la simple raison  et dans Conjecture sur les débuts de l’histoire humaine. D’un côté, il met en évidence un mal radical, un  penchant au mal inévitable, et de l’autre, le début de l’émergence de la conscience humaine à partir d’expériences existentielles. Ces deux lectures, tellement différentes, d’un même mythe, Robberechts les réunis dans un seul discours, qui n’entre pas en rivalité avec la  théorie de l’évolution. L’humain ne renvoie pas à un donné, mais à un éveil et à un cheminement qui a besoin de la pratique religieuse.
Robberechts trouve une ébauche philosophique du « problème du mal » chez  Eduard von Hartmann (encore un Allemand) qui publia en 1869 la Philosophie de l'inconscient.
Le développement philosophique le plus accompli sur le « problème du mal » reste cependant, pour lui, celui de Jean Nabert. Il le place comme figure centrale de la philosophie. La philosophie réflexive se divise entre un avant et un après Jean Nabert. Dans le premier volume de son Essai sur la philosophie réflexive, il trace le cadre conceptuel d’une philosophie de l’intériorité réflexive et sa méthodologie. La réflexion porte sur l’expérience propre, sur nos propres actes. Le vécu préréflexif, par une réflexion sur les résistances, se transforme en une nouvelle perception et une nouvelle intelligibilité. La méthode se veut strictement expérimentale tout en montrant les déviations possibles, induites par un manque de rigueur expérimentale. La présentation de ce cadre conceptuel se fait en donnant la parole aux plus éminents représentants de la philosophie réflexive (tous des Français), en commençant par le premier, chronologiquement et en importance :  Pierre Maine de Biran, dont les travaux trouvent leur source dans une confrontation avec la philosophie Anglo-saxonne (John Locke). Le deuxième volume de l’Essai sur la philosophie réflexive, contient une présentation de la philosophie de Jean Nabert, ainsi qu’un programme d’action, intitulé « Après Jean Nabert ». Pour Nabert, la liberté n’entre jamais en concurrence avec la science, car il refuse de la situer dans les insuffisances (temporaires) de celle-ci. L’une et l’autre relèvent de deux foyers distincts de la réflexion. Le « problème du mal », auquel Robberechts a consacré tous ses efforts, se trouve posé de façon presque triviale : Il n’y a pas de « mal » sans jugement de valeur. Si l’exigence qui condamne disparaît, il ne reste que les faits non qualifiés. D’où la nécessité impérieuse de ne pas se limiter à une démarche scientifique et de pratiquer une éthique. Celle-ci mène à des expériences existentielles qui peuvent aller jusqu’à l’expérience du  divin. Le plan d’action que préconise Robberechts introduit une rupture par rapport à la philosophie. Il retourne aux  images, aux  symboles, aux  contes et aux  mythes qui se trouvent directement liés à l’action et qui respectent vraiment le réel. À l’aube de la Grèce, la philosophie occidentale naquit d’une rupture avec le mythe. Ce trajet, Robberechts semble le faire en sens inverse. Il reste lucide, la méthode des symboles oriente les hommes vers le meilleur comme vers le pire. Pour échapper à l’horreur, il fait confiance aux mythes juifs, qui ont derrière eux des siècles d’essais et d’erreurs capitalisés.
À ce jour, l’œuvre de Robberechts n’a eu quasi aucune répercussion, hormis son enseignement oral. Il occupe une place marginale, dans un courant de pensée minoritaire, mais certaines de ses idées deviennent très actuelles.

## Principales publications
- Husserl, Paris, Éditions universitaires, 1964
- Edmund Husserl. Eine Einführung in seine Phänomenologie, Aus dem Französischen von Klaus und Margret Held, Mit Nachwort, Hamburg, Claassen Verlag, 1967
- Le Mythe d’Adam et le péché originel, Paris, Éditions universitaires, 1967
- Essai sur la philosophie réflexive. De Biran à Brunschvicg, Gembloux, Editions J. Duculot, 1971
- Essai sur la philosophie réflexive. Jean Nabert et après, Namur, Presses universitaires, 1974